# Dampfross
Dampfross (англ. Railway Rivals) — стратегічна настільна гра, створена англійським учителем Девідом Воттсом близько 1970 року. Гра була продана накладом понад 300 000 примірників.

## Загальний опис
Dampfross (метафора для паровоза) — це проста економічна симуляційна гра. Вона розгортається на мапі, покритій рівномірною шестикутною сіткою. Деякі шестикутники позначають міста, інші — різні типи місцевості. Кожен гравець виступає в ролі залізничної компанії. У процесі гри на мапі поступово формується мережа залізничних ліній, на яких гравці проводять прибуткові змагання, використовуючи власні або платні чужі колії .
Гра складається з двох фаз: будівельної та операційної. На початку кожен гравець отримує стартовий капітал. Перемагає той, хто в операційній фазі першим досягне заздалегідь визначеної суми капіталу.

## Ігровий процес

### Будівельна фаза
У будівельній фазі мета полягає в тому, щоб, починаючи з визначених стартових точок, створити якомога ширшу мережу колій, з’єднавши якомога більше міст. Будівництво відбувається шляхом з’єднання центрів сусідніх шестикутників на стираючому ігровому полі за допомогою маркера. Вартість будівництва залежить від типу місцевості та оплачується очками, отриманими від кидання кубиків. Якщо гравець будує на полі, де вже є колії іншого гравця, він мусить сплатити цьому гравцеві додаткову суму.

### Операційна фаза
Експлуатація залізничних колій починається, коли всі міста з’єднані принаймні однією колією.
В операційній фазі проводяться перегони. За допомогою кидання кубиків визначаються два міста — стартове та цільове. Гравці по черзі кидають кубики, намагаючись якомога швидше дістатися від стартового міста до цільового, рухаючись по збудованих коліях за допомогою ігрової фігурки. Переможці перегонів отримують гроші. Якщо гравець використовує чужу колію, він сплачує її власнику. Отримані кошти можна інвестувати в подальше розширення мережі.

## Мапи
Окрім стилізованої мапи Німеччини, спочатку були доступні лише мапи Франції та кілька мап США. Згодом з’явилися мапи інших регіонів світу: Іспанії, північної та південної Італії, Австрії, Швейцарії, Швеції, Росії, Індії, Китаю, кількох невеликих районів Англії, Кіпру, Баварії, Західного Берліна тощо. Кожна мапа вимагає унікальної стратегії.

## Історія та нагороди
Гра вперше з’явилася в Уельсі у власному видавництві автора Девіда Воттса, який розробив її близько 1970 року для уроків географії, щоб за допомогою симуляційної гри передавати знання та навички.
У 1973 році гра вийшла у Великій Британії під назвою Railway Rivals у видавництві Воттса Rostherne Games. У німецькомовних країнах її вперше видав Bütehorn у 1979 році. У 1980 році гра потрапила до списку номінантів премії Spiel des Jahres. Після банкрутства Bütehorn ліцензію придбав Schmidt Spiele, який у 1983 році випустив оновлену версію з інструкцією, написаною Кнут-Міхаель Вольфом. Ця версія отримала звання гри року в 1984 році, що викликало дискусії в ігровій спільноті, оскільки премія зазвичай присуджується новинкам. Проте інноваційність оновленої версії переконала журі. Згодом гра здобула популярність за кордоном і під назвою Dampfross вийшла навіть у Великій Британії. У 1985 році Railway Rivals видав Games Workshop. Приблизно в 1986 році Schmidt Spiele випустив нідерландську версію Tussen de Rails для Selecta Spel en Hobby та шведську версію Rail для Alga. У 1992 році оновлена версія Dampfross вийшла у Laurin Verlag, а після його поглинання — у Queen Games у 1993 році.
З видання Bütehorn було продано 1000 примірників. Завдяки нагороді Spiel des Jahres Schmidt Spiele продав 300 000 примірників Dampfross 1 і 50 000 примірників Dampfross 2. Нідерландська версія розійшлася тиражем 1000 примірників, шведська — 6000, а версія Games Workshop — 11 000. До 1994 року Laurin/Queen Games продали 5000 примірників.

## Математичний розрахунок шансів на перемогу
Для окремих перегонів в операційній фазі можна обчислити ймовірність перемоги та відповідний очікуваний виграш за допомогою методів теорії ймовірностей. Апроксимації можливі завдяки центральній граничній теоремі. Це дозволяє оцінити, чи вигідно використовувати колії іншого гравця для скорочення маршруту.